# Angel Aquino
Angel Aquino est une humoriste et mannequin philippine née le 7 février 1973 à Dumaguete.

## Biographie

### Enfance et formation
Angelita Grace Velasquez Aquino naît le  7 février 1973 à Dumaguete.

### Carrière
Elle commence sa carrière à l'âge de 16 ans en tant qu'actrice. Elle joue un rôle mineur dans le film Mumbaki (en).
En 1993, elle commence sa carrière de mannequin en travaillant pour Peter Lim, Jojie Lloren et pour le magazine Mega.
En 2011, elle joue dans le film Captive.

## Voix française
Elle est doublée en français par Anna Sigalevitch.